# Taddeo di Bartolo

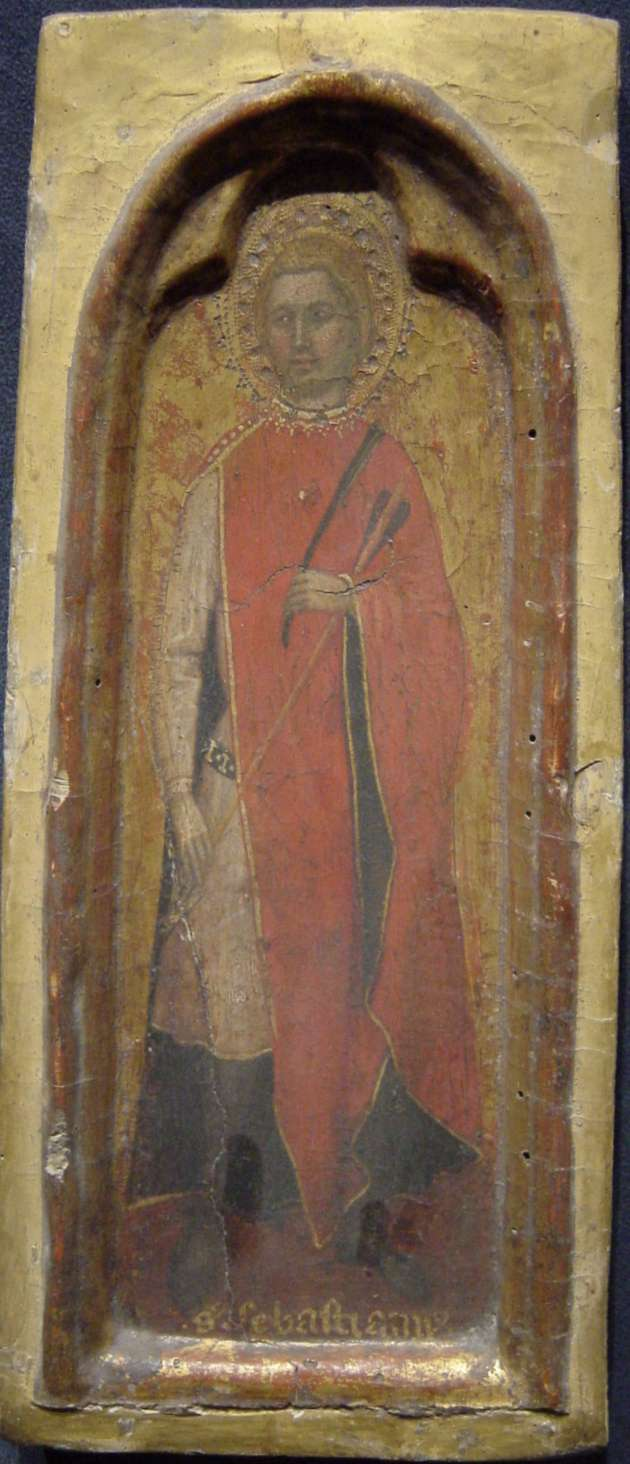
Sant Sebastià, Museu de Capodimonte, Nàpols, Itàlia.

Taddeo di Bartolo (Siena, 1362 - 1422), també conegut com a Taddeo Bartoli, va ser un pintor italià de l'escola senesa durant el primer Renaixement. Es troba entre els artistes biografiats per Vasari en el seu recull de biografies Le Vite de' più eccellenti pittori, scultori, e architettori. Vasari diu que era oncle de Domenico di Bartolo.

## Obres
Gran part de la seua obra de joventut, la va realitzar a Pisa, on va executar els frescos del Paradís i l'Infern a la catedral, així com pintures per al Palazzo Pubblico i l'església de Sant Francesc.
A la col·legiata de San Gimignano, va pintar una sèrie de frescos representant el Judici Final. Al Museo Civico de San Gimignano, pot contemplar-se una pintura de Taddeo representant Sant Gimignano sostenint la ciutat a la seua falda (c. 1391).
Al Museu de Belles Arts de Budapest (Szépmuvészeti Múzeum), hi ha una altra obra de Taddeo, una Mare de Déu amb l'infant, sant Joan Baptista i sant Andreu, pintada al voltant de 1395.
A la catedral de Santa Maria, a Montepulciano, hi ha un gran tríptic de l'Assumpció de la Mare de Déu, pintat l'any 140.
A l'oratori de la companyia de Santa Caterina, a Santa Maria della Scala, Siena, es troba una Mare de Déu amb l'infant, quatre àngels, sant Joan Baptista i sant Andreu. També va pintar al·legories i figures de la història de Roma (1413-14), així com el Funeral de la Mare de Déu (1409) al Palazzo Pubblico de Siena.
Al Wadsworth Atheneum, hi ha una Mare de Déu amb l'infant (c. 1400), pintada al tremp i oli sobre fusta; altra Mare de Déu amb l'infant es troba al Museu de Belles Arts de San Francisco, i encara una altra Mare de Déu amb l'infant es conserva al Museu del Petit Palau d'Avinyó.
Va morir a Siena l'any 1422.